# هيرويوكي كاكودو
هيرويوكي كاكودو (باليابانية:角銅博之)، (28 سبتمبر 1959) هو كاتب ومؤلف انمي ياباني اشتهر بتأليفه أول جزءين من سلسلة أبطال الديجيتال. كما ساهم بتأليف أكثر من عشرون انمي أبرزهم يوغي يو وفيلم سلام دانك الثالث وعدة حلقات من ون بيس.

## وصلات خارجية
- هيرويوكي كاكودو على موقع IMDb (الإنجليزية)
- هيرويوكي كاكودو على موقع قاعدة بيانات الفيلم (الإنجليزية)
- هيرويوكي كاكودو على موقع كينوبويسك (الروسية)
- هيرويوكي كاكودو على موقع ANN person (الإنجليزية)